# Paul Dahdah
Paul Dahdah OCD (Zgharta, 8 de janeiro de 1941) é um sacerdote religioso libanês e Vigário Apostólico Emérito de Beirute.
Paul Dahdah ingressou na ordem religiosa dos Carmelitas Descalços e foi ordenado sacerdote em 17 de abril de 1966.
O Papa João Paulo II nomeou-o Arcebispo de Bagdá em 30 de maio de 1983. Foi ordenado bispo pelo Núncio Apostólico no Líbano, Dom Luciano Angeloni, em 21 de agosto do mesmo ano; Os co-consagradores foram Rafael I Bidawid, Patriarca da Babilônia, e Paul Bassim OCD, Vigário Apostólico de Beirute.
Em 30 de julho de 1999, foi nomeado Vigário Apostólico de Beirute e Arcebispo titular pro hac vice de Arae na Numídia. Em 2 de agosto de 2016, o Papa Francisco aceitou sua renúncia por idade.